# Переповнена кімната
«Переповнена кімната» (англ. The Crowded Room) — серіал-антологія на Apple TV+, створений Аківою Голдсманом. Серіал черпає натхнення з роману Деніела Кіз «Таємнича історія Біллі Міллігана».
Серіал розповідає про Денні Саллівана після того, як його заарештували за причетність до стрілянини в Нью-Йорку в 1979 році. Денні розкриває своє життя через серію інтерв'ю зі слідчею Рією Гудвін і повільно розповідає Рії та глядачам про своє таємниче минуле, яке призвело до цього доленосного моменту.
Прем'єра перших трьох серій відбулася на Apple TV+ 9 червня 2023 року. Наступні сім епізодів виходили щотижня до 28 липня 2023 року.

## Сюжет
Головні герої першого сезону — Денні Салліван, чоловік з множинними розладами особистості, і Рая — лікарка, яка намагається йому допомогти, а паралельно розібратися з власним життям. Літературною основою сценарію став науково-популярним романом Деніела Кіз «Таємнича історія Біллі Міллігана» та часткого заснований на житті Аківи Голдсмана.

## Актори

### Головні
| Актор          | Роль           |
| -------------- | -------------- |
| Том Голланд    | Денні Салліван |
| Аманда Сайфред | Рая Гудвін     |
| Саша Лейн      | Аріана         |
| Еммі Россум    | Кенді Салліван |
| Вілл Чейз      | Марлін Рід     |
| Ліор Раз       | Іцак Сафді     |

### Другорядні
| Актор            | Роль       |
| ---------------- | ---------- |
| Крістофер Ебботт | Стен       |
| Емма Лейрд       | Аннабель   |
| Левон Гоук       | Джонні     |
| Томас Садоскі    | Метті Данн |
| Джейсон Айзекс   | Джек Лемб  |
| Лайла Робінс     | Сьюзі      |
| Генрі Зага       | Філіп      |
| Генрі Ейкенберрі | Дуг        |

## Список серій
| № серії | Назва серії           | Режисер(и)       | Сценарист(и)                                       | Оригінальна дата виходу |
| --- | --------------------- | ---------------- | -------------------------------------------------- | ----------------------- |
| 1 | «Вихід»               | Корнель Мундруцо | Аківа Голдсман                                     | 9 червня 2023           |
| Денні Саллівана заарештовують за насильницький злочин. Рая Гудвін шукає відповіді в його неспокійному минулому.            |                       |                  |                                                    |                         |
| 2 | «Святилище»           | Корнель Мундручо | Аківа Голдсман                                     | 9 червня 2023           |
| Рая відвідує «Будинок Привидів». Денні розповідає про свою бурхливу дружбу з Аріаною.                                      |                       |                  |                                                    |                         |
| 3 | «Вбивство»            | Бреді Корбет     | Аківа Голдсман                                     | 9 червня 2023           |
| Денні здобуває подарунок для Аріани. Аннабель знову повертається. Рая об'єднує всі події, які привели до Рокфеллер-центру. |                       |                  |                                                    |                         |
| 4 | «Лондон»              | Бреді Корбет     | Аківа Голдсман                                     | 16 червня 2023          |
| Після стрілянини Денні тікає з країни, щоб відшукати свого батька.                                                         |                       |                  |                                                    |                         |
| 5 | «Рятівник»            | Корнель Мундручо | Аківа Голдсман, Генрієтта Ешворт і Джессіка Ешворт | 23 червня 2023          |
| Життя Денні та Кенді назавжди змінюються через появу «рятівника».                                                          |                       |                  |                                                    |                         |
| 6 | «Рая»                 | Алан Тейлор      | Аківа Голдсман і Сюзанна Гіткот                    | 30 червня 2023          |
| Рая ставить на кін свою кар'єру, аби дослідити нову радикальну теорію.                                                     |                       |                  |                                                    |                         |
| 7 | «Переповнена кімната» | Алан Тейлор      | Аківа Голдсман і Сюзанна Гіткот                    | 7 липня 2023            |
| Денні нарешті відкрив правду про свій злочин.                                                                              |                       |                  |                                                    |                         |
| 8 | «Возз'єднання»        | Бреді Корбет     | Аківа Голдсман і Кортні Норріс                     | 14 липня 2023           |
| З наближенням суду Рая та Стен розходяться в стратегії. Денні намагається розібратися у своєму минулому.                   |                       |                  |                                                    |                         |
| 9 | «Сім'я»               | Мона Фастволд    | Аківа Голдсман і Грегорі Лессанс                   | 21 липня 2023           |
| Суд розпочався, коли Стен і Патрісія виголошують вступні слова. Кенді має ухвалити рішення.                                |                       |                  |                                                    |                         |
| 10 | «Судження»            | Мона Фастволд    | Аківа Голдсман, Сюзанна Гіткот і Грегорі Лессанс   | 28 липня 2023           |
| Життя Денні висить на волосині.                                                                                            |                       |                  |                                                    |                         |

## Виробництво

### Розробка
У квітні 2021 року Аківа Голдсман повинен був написати 10-серійний телесеріал-антологію «Переповнена кімната», перший сезон як адаптацію наукового роману Деніела Кіз «Розум Біллі Міллігана» для Apple TV+. Компанія Weed Road уклала договір з Томом Голландом, Олександрою Мілчан через «EMJAG Productions» та Арноном Мілчаном, Ярівом Мілчаном та Майклом Шефером через «New Regency». Пізніше виявилося, що перший сезон насправді заснований на власному житті Голдсмана за натхненням з книги Кіза. Корнель Мундручо став режисером першого сезону та виконавчим продюсером разом із Сюзанн Гіткот.

### Кастинг
У квітні 2021 року Голланда було обрано на головну роль для першого сезону. Голдсман сказав, що Голланд був «першою і єдиною людиною», до якої він звернувся, щоб зіграти Денні. У лютому 2022 року до акторського складу додадуться Аманда Сайфрід, Еммі Россум, Вілл Чейз, Саша Лейн, Крістофер Ебботт та Емма Лейрд. У травні до акторського складу приєдналися Джейсон Айзекс і Ліор Раз.

### Знімання
Зйомки серіалу розпочалися 31 березня 2022 року в Нью-Йорку та тривали до 28 вересня.

## Прем'єра
Прем'єра перших трьох серій серіалу відбулася 9 червня 2023 року, а далі щотижня по одній серії виходили до 28 липня.

## Сприйняття
Rotten Tomatoes повідомив про 33 % схвалення із середнім рейтингом 4,9/10 на основі 42 відгуків. У висновку вони зазначили: «„Переповнена кімната“ безперечно побудований на багатообіцяючій передумові, проте історія крутиться по колу, що призводить до виснаження та частого розчарування». Metacritic, який використовує середньозважену оцінку, присвоїв 47 зі 100 на основі 23 критиків, вказуючи на «змішані або середні відгуки».

### Нагороди
| Рік  | Нагорода                    | Категорія                                                              | Номінант    | Результат | Прим.  |
| ---- | --------------------------- | ---------------------------------------------------------------------- | ----------- | --------- | ------ |
| 2024 | Кінопремія «Вибір критиків» | Найкращий актор обмеженого серіалу або фільму, знятого для телебачення | Том Голланд | Номінація | [ 13 ] |